# Grands Prix automobiles de la saison 1935
Champion d'Europe des pilotes AIACR
 Rudolf Caracciola
1934 1936
La saison de Grands Prix automobiles 1935 est la troisième saison du championnat d'Europe des pilotes organisée par l'Association Internationale des Automobile Clubs Reconnus (AIACR) après une trêve de deux ans. Cette année, le championnat est remporté par le pilote allemand Rudolf Caracciola.

## Grands Prix de la saison

### Grands Prix du championnat
| Grand Prix             | Circuit           | Date         | Pilote vainqueur  | Constructeur vainqueur | Résultats |
| ---------------------- | ----------------- | ------------ | ----------------- | ---------------------- | --------- |
| Grand Prix de Monaco   | Monaco            | 22 avril     | Luigi Fagioli     | Mercedes-Benz          | Résultats |
| Grand Prix de l'ACF    | Montlhéry         | 23 juin      | Rudolf Caracciola | Mercedes-Benz          | Résultats |
| Grand Prix de Belgique | Spa-Francorchamps | 14 juillet   | Rudolf Caracciola | Mercedes-Benz          | Résultats |
| Grand Prix d'Allemagne | Nürburgring       | 28 juillet   | Tazio Nuvolari    | Alfa Romeo             | Résultats |
| Grand Prix de Suisse   | Bremgarten        | 25 août      | Rudolf Caracciola | Mercedes-Benz          | Résultats |
| Grand Prix d'Italie    | Monza             | 8 septembre  | Hans Stuck        | Auto Union             | Résultats |
| Grand Prix d'Espagne   | Lasarte           | 22 septembre | Rudolf Caracciola | Mercedes-Benz          | Résultats |

### Autres Grands Prix
| Grand Prix                    | Circuit        | Date         | Pilote vainqueur           | Constructeur vainqueur | Résultats |
| ----------------------------- | -------------- | ------------ | -------------------------- | ---------------------- | --------- |
| Grand Prix de Norvège         | Bogstad, Oslo  | 10 février   | Per Victor Widengren       | Alfa Romeo             | Résultats |
| Vallentunaloppet              | Vallentnasjön  | 17 février   | Per Victor Widengren       | Alfa Romeo             | Résultats |
| Grand Prix de Pau             | Pau            | 24 février   | Tazio Nuvolari             | Alfa Romeo             | Résultats |
| Grand Prix d'Australie        | Phillip Island | 1er avril    | Les Murphy                 | MG                     | Résultats |
| Targa Florio                  | Madonies       | 28 avril     | Antonio Brivio             | Alfa Romeo             | Résultats |
| Grand Prix de Tunisie         | Carthage       | 5 mai        | Achille Varzi              | Auto Union             | Résultats |
| Grand Prix de Tripoli         | La Mellaha     | 12 mai       | Rudolf Caracciola          | Mercedes-Benz          | Résultats |
| Grand Prix de Finlande        | Eläintarharata | 12 mai       | Karl Ebb                   | Mercedes-Benz          | Résultats |
| Circuit de Bergamo            | Bergame        | 19 mai       | Tazio Nuvolari             | Alfa Romeo             | Résultats |
| Avusrennen                    | Avus           | 26 mai       | Luigi Fagioli              | Mercedes-Benz          | Résultats |
| Grand Prix de Picardie        | Péronne        | 26 mai       | Robert Benoist             | Bugatti                | Résultats |
| Circuit d'Orléans             | Orléans        | 26 mai       | Robert Cazaux              | Bugatti                | Résultats |
| Mannin Moar                   | Douglas        | 31 mai       | Brian Lewis                | Bugatti                | Résultats |
| Grand Prix de l'U.M.F.        | Montlhéry      | 2 juin       | Raymond Sommer             | Alfa Romeo             | Résultats |
| Grand Prix de Rio de Janeiro  | Gávea          | 2 juin       | Riccardo Carú              | Fiat                   | Résultats |
| Circuito di Biella            | Biella         | 9 juin       | Tazio Nuvolari             | Alfa Romeo             | Résultats |
| Grand Prix des Frontières     | Chimay         | 9 juin       | Rudolf Steinweg            | Bugatti                | Résultats |
| Grand Prix de l'Eifel         | Nürburgring    | 16 juin      | Rudolf Caracciola          | Mercedes-Benz          | Résultats |
| Grand Prix de Penya-Rhin      | Montjuïc       | 30 juin      | Luigi Fagioli              | Mercedes-Benz          | Résultats |
| Grand Prix de Lorraine        | Nancy          | 30 juin      | Louis Chiron               | Alfa Romeo             | Résultats |
| Circuit de Turin              | Turin          | 7 juillet    | Tazio Nuvolari             | Alfa Romeo             | Résultats |
| Grand Prix de la Marne        | Reims          | 7 juillet    | René Dreyfus               | Alfa Romeo             | Résultats |
| Grand Prix d'Albi             | Les Planques   | 14 juillet   | Pierre Veyron              | Bugatti                | Résultats |
| Grand Prix de Dieppe          | Dieppe         | 21 juillet   | René Dreyfus               | Alfa Romeo             | Résultats |
| Circuit de Varese             | Varèse         | 21 juillet   | Vittorio Belmondo          | Alfa Romeo             | Résultats |
| Grand Prix du Comminges       | Saint-Gaudens  | 4 août       | Raymond Sommer             | Alfa Romeo             | Résultats |
| Coppa Ciano                   | Montenero      | 4 août       | Tazio Nuvolari             | Alfa Romeo             | Résultats |
| Coppa Acerbo                  | Pescara        | 15 août      | Achille Varzi              | Auto Union             | Résultats |
| Grand Prix de Nice            | Nice           | 18 août      | Tazio Nuvolari             | Alfa Romeo             | Résultats |
| Prix de Berne                 | Bremgarten     | 25 août      | Richard Seaman             | ERA                    | Résultats |
| Grand Prix de Modène          | Modène         | 15 septembre | Tazio Nuvolari             | Alfa Romeo             | Résultats |
| Grand Prix d'Estonie          | Pirita-Kose    | 15 septembre | Karl Ebb                   | Mercedes-Benz          | Résultats |
| Grand Prix de Masaryk         | Masaryk        | 29 septembre | Richard Seaman             | ERA                    | Résultats |
| Grand Prix de Tchécoslovaquie | Masaryk        | 29 septembre | Bernd Rosemeyer            | Auto Union             | Résultats |
| Coppa Edda Ciano              | Lucques        | 29 septembre | Mario Tadini               | Alfa Romeo             | Résultats |
| Grand Prix de Donington       | Donington Park | 5 octobre    | Richard Shuttleworth       | Alfa Romeo             | Résultats |
| Coppa della Sila              | Cosenza        | 6 octobre    | Antonio Brivio             | Alfa Romeo             | Résultats |
| Mountain Championship         | Brooklands     | 19 octobre   | Richard Shuttleworth       | Alfa Romeo             | Résultats |
| Circuit d'Estoril             | Estoril        | 20 octobre   | Francisco Ribeiro Ferreira | Bugatti                | Résultats |

- N.B : en italique, les courses de voiturette

## Classement du Championnat d'Europe des pilotes
| Classement | Pilote                      | Châssis             | MON  | FRA  | BEL  | ALL  | SUI  | ITA  | ESP  | Points inscrits |
| ---------- | --------------------------- | ------------------- | ---- | ---- | ---- | ---- | ---- | ---- | ---- | --------------- |
| Champion   | Rudolf Caracciola           | Mercedes-Benz       | Abd. | 1er  | 1er  | 3e   | 1er  | Abd. | 1er  | 17              |
| 2e         | Luigi Fagioli               | Mercedes-Benz       | 1er  | 4e   | 2e   | 6e   | 2e   | Abd. | 2e   | 22              |
| 3e         | Manfred von Brauchitsch     | Mercedes-Benz       | Abd. | 2e   | Abd. | 5e   | Abd. | Abd. | 3e   | 34              |
| 4e         | Tazio Nuvolari              | Alfa Romeo          | Abd. | Abd. | Np.  | 1er  | 5e   | Abd. | Abd. | 35              |
| 5e         | René Dreyfus                | Alfa Romeo          | 2e   | Np.  | 4e   | Np.  | 7e   | 2e   | Np.  | 36              |
| 5e         | Hans Stuck                  | Auto Union          | Np.  | Abd. | Np.  | 2e   | 11e  | 1er  | Abd. | 36              |
| 7e         | Bernd Rosemeyer             | Auto Union          | Np.  | Abd. | Np.  | 4e   | 3e   | Abd. | 5e   | 39              |
| 7e         | Raymond Sommer              | Alfa Romeo/Maserati | Abd. | 6e   | 6e   | Np.  | 9e   | Np.  | 7e   | 39              |
| 7e         | Achille Varzi               | Auto Union          | Np.  | 5e   | Np.  | 8e   | 4e   | Abd. | Abd. | 39              |
| 10e        | Louis Chiron                | Alfa Romeo          | 5e   | Abd. | 3e   | Abd. | Abd. | Np.  | Abd. | 40              |
| 11e        | Goffredo Zehender           | Maserati            | 7e   | 3e   | Np.  | 11e  | Np.  | Abd. | Np.  | 42              |
| 12e        | Hermann Lang                | Mercedes-Benz       | Np.  | Np.  | Np.  | Abd. | 6e   | Abd. | Np.  | 45              |
| 13e        | Robert Benoist              | Bugatti             | Np.  | Abd. | 5e   | Np.  | Np.  | Np.  | 6e   | 46              |
| 13e        | Philippe Étancelin          | Maserati            | 4e   | Np.  | Np.  | Abd. | Abd. | Abd. | Np.  | 46              |
| 15e        | Piero Taruffi               | Bugatti             | Np.  | Np.  | 6e   | Abd. | Np.  | 5e   | Np.  | 47              |
| 15e        | Paul Pietsch                | Auto Union          | Np.  | Np.  | Np.  | 9e   | Np.  | 3e   | Np.  | 47              |
| 17e        | Marcel Lehoux               | Maserati            | Np.  | Np.  | 7e   | Np.  | Np.  | Np.  | 8e   | 48              |
| 18e        | Jean-Pierre Wimille         | Bugatti             | Np.  | Np.  | Abd. | Np.  | Np.  | Abd. | 4e   | 49              |
| 19e        | Francis Curzon              | Bugatti             | Abd. | Np.  | Np.  | Np.  | 10e  | Np.  | Np.  | 50              |
| 19e        | Antonio Brivio              | Alfa Romeo          | 3e   | Np.  | Np.  | Abd. | Np.  | Np.  | Np.  | 50              |
| 21e        | Pietro Ghersi               | Maserati            | Np.  | Np.  | Np.  | 12e  | Np.  | Abd. | Np.  | 51              |
| 21e        | Renato Balestrero           | Alfa Romeo/Maserati | Np.  | Np.  | Np.  | Abd. | 12e  | Np.  | Np.  | 51              |
| 21e        | Giuseppe Farina             | Maserati            | Abd. | Np.  | Np.  | Np.  | 8e   | Np.  | Np.  | 51              |
| 24e        | Attilio Marinoni            | Alfa Romeo          | Np.  | Np.  | Np.  | Np.  | Np.  | 4e   | Np.  | 52              |
| 24e        | Hanns Geier                 | Mercedes-Benz       | Np.  | Np.  | Np.  | 7e   | Np.  | Np.  | Np.  | 52              |
| 24e        | Hans Rüesch                 | Maserati            | Np.  | Np.  | Np.  | 10e  | Np.  | Np.  | Np.  | 52              |
| 24e        | Luigi Soffietti             | Maserati            | 8e   | Np.  | Np.  | Np.  | Np.  | Np.  | Np.  | 52              |
| 24e        | László Hartmann             | Maserati            | Np.  | Np.  | Np.  | Abd. | Abd. | Np.  | Np.  | 52              |
| 29e        | Genaro Léoz-Abad            | Bugatti             | Np.  | Np.  | Np.  | Np.  | Np.  | Np.  | Abd. | 53              |
| 29e        | José María de Villapadierna | Maserati            | Abd. | Np.  | Np.  | Np.  | Np.  | Np.  | Np.  | 53              |
| 29e        | Raymond Mays                | ERA                 | Np.  | Np.  | Np.  | Abd. | Np.  | Np.  | Np.  | 53              |
| 32e        | Ferdinando Barbieri         | Alfa Romeo          | Np.  | Np.  | Np.  | Np.  | Abd. | Np.  | Np.  | 55              |
| 32e        | Brian Lewis                 | Maserati            | Np.  | Np.  | Np.  | Np.  | Abd. | Np.  | Np.  | 55              |
| 32e        | Eugenio Siena               | Maserati            | Np.  | Np.  | Np.  | Np.  | Np.  | Np.  | Abd. | 55              |
| 32e        | Piero Dusio                 | Maserati            | Abd. | Np.  | Np.  | Np.  | Np.  | Np.  | Np.  | 55              |

Légende (1931 / 1935-1939)
- Vainqueur : 1 point
- Deuxième : 2 points
- Troisième : 3 points
- Quatrième ou complété à plus de 75 % : 4 points
- Complété entre 50 et 75 % : 5 points
- Complété 25 et 50 % : 6 points
- Complété à moins de 25 % : 7 points
- N'a pas participé (np) : 8 points
- Disqualifié (dsq) : 8 points
- En gras : pole position
- En italique : meilleur tour en course
- * : voiture partagée

Légende (1932)
- Vainqueur : 1 point
- Deuxième : 2 points
- Troisième : 3 points
- Quatrième : 4 points
- Cinquième : 5 points
- Autre partant : 6 points
- Disqualifié (dsq) : 6 points
- N'a pas participé (np) : 7 points
- En gras : pole position
- En italique : meilleur tour en course
- * : voiture partagée

## Grands Prix nord-américains
Les courses se déroulant aux États-Unis sont regroupés au sein du Championnat américain organisées par l'Association américaine des automobilistes (AAA). Au total, sept courses dont six comptant pour le classement final se déroulent cette année-là.
Kelly Petillo remporte le championnat.